# 292e Jägerbataillon
Le 292e Jägerbataillon est une unité d'infanterie de l’armée allemande (Bundeswehr) stationnée à Donaueschingen et faisant partie de la Brigade franco-allemande.